# Manns Choice
Manns Choice és una població dels Estats Units a l'estat de Pennsilvània. Segons el cens del 2000 tenia 291 habitants.

## Demografia
Segons el cens del 2000, Manns Choice tenia 291 habitants, 116 habitatges, i 75 famílies. La densitat de població era de 239,1 habitants/km².
Dels 116 habitatges en un 31,9% hi vivien nens de menys de 18 anys, en un 45,7% hi vivien parelles casades, en un 16,4% dones solteres, i en un 34,5% no eren unitats familiars. En el 25,9% dels habitatges hi vivien persones soles el 15,5% de les quals corresponia a persones de 65 anys o més que vivien soles. El nombre mitjà de persones vivint en cada habitatge era de 2,51 i el nombre mitjà de persones que vivien en cada família era de 3,05.
Per edats la població es repartia de la següent manera: un 28,2% tenia menys de 18 anys, un 6,9% entre 18 i 24, un 27,8% entre 25 i 44, un 23,7% de 45 a 60 i un 13,4% 65 anys o més.
L'edat mediana era de 36 anys. Per cada 100 dones de 18 o més anys hi havia 85 homes.
La renda mediana per habitatge era de 31.500 $ i la renda mediana per família de 36.042 $. Els homes tenien una renda mediana de 29.375 $ mentre que les dones 17.917 $. La renda per capita de la població era de 13.533 $. Entorn del 6,7% de les famílies i el 8,8% de la població estaven per davall del llindar de pobresa.

## Poblacions més properes
El següent diagrama mostra les poblacions més properes.